# 다니 마르티네스
다니 마르티네스(Dani Martínez, 1982년 12월 25일~)는 스페인의 텔레비전 진행자이자 희극인이다.